# Tour de l'Azerbaidjan 2014
El Tour de l'Azerbaidjan 2014 fou la 3a edició del Tour de l'Azerbaidjan. La cursa es disputà en cinc etapes entre el 7 i l'11 de maig de 2014, amb inici i final a Bakú. La cursa formà de l'UCI Europa Tour, amb una categoria 2.1.
El vencedor final fou el rus Ilnur Zakarin (RusVelo), seguit per l'ucraïnès Vitali Buts (Kolss) i l'australià Darren Lapthorne (Drapac).

## Equips
Vint-i-cinc equips prenen part en aquesta edició del Tour de l'Azerbaidjan: vuit equips continentals professionals, setze equips continentals i una selecció nacional.
equips continentals professionalsGW Erco Shimano, Caja Rural-Seguros RGA, CCC Polsat Polkowice, Drapac, MTN Qhubeka, Neri Sottoli, Novo Nordisk, RusVelo
equips continentalsSynergy Baku, Adria Mobil, Alpha Baltic-Unitymarathons.com, An Post-Chainreaction, Astana CT, China Huasen, Gebrüder Weiss-Oberndorfer, Giant-Shimano DT, Itera-Katusha, Kolss Cycling Team, La Pomme Marseille, Leopard DT, Rad-Net Rose, Rapha Condor JLT, Torku Şeker Spor, Tusnad
selecció nacionalAustràlia

## Etapes
| Etapa | Data       | Recorregut       |                         | Km  | Vencedor d'etapa       | Líder de la general    | Ref.  |
| ----- | ---------- | ---------------- | ----------------------- | --- | ---------------------- | ---------------------- | ----- |
| 1a    | 7 de maig  | Bakú - Sumqayit  | Etapa de mitja muntanya | 154 | Kenny van Hummel (NED) | Kenny van Hummel (NED) | [ 2 ] |
| 2a    | 8 de maig  | Bakú - İsmayıllı | Etapa de mitja muntanya | 187 | Primož Roglič (SLO)    | Will Clarke (AUS)      | [ 3 ] |
| 3a    | 9 de maig  | Qəbələ - Qəbələ  | Etapa de muntanya       | 180 | Youcef Reguigui (ALG)  | Will Clarke (AUS)      | [ 4 ] |
| 4a    | 10 de maig | Qəbələ - Qəbələ  | Etapa de muntanya       | 115 | Linus Gerdemann (GER)  | Ilnur Zakarin (RUS)    | [ 5 ] |
| 5a    | 11 de maig | Bakú - Bakú      | Etapa de mitja muntanya | 202 | Justin Jules (FRA)     | Ilnur Zakarin (RUS)    | [ 6 ] |

## Classificació final
|    | Ciclista               | Equip                       | Temps       |
| -- | ---------------------- | --------------------------- | ----------- |
| 1  | Ilnur Zakarin (RUS)    | RusVelo                     | 20h 36' 24" |
| 2  | Vitali Buts (UKR)      | Kolss Cycling Team          | + 1' 52"    |
| 3  | Darren Lapthorne (AUS) | Drapac Professional Cycling | + 1' 57"    |
| 4  | Radoslav Rogina (CRO)  | Adria Mobil                 | + 2' 08"    |
| 5  | Sergiy Lagkuti (UKR)   | Kolss Cycling Team          | + 2' 08"    |
| 6  | Lluís Mas Bonet (ESP)  | Caja Rural-Seguros RGA      | + 2' 15"    |
| 7  | Robert Power (AUS)     | Selecció d'Austràlia        | + 3' 24"    |
| 8  | Emanuel Buchmann (GER) | Rad-Net Rose Team           | + 3' 27"    |
| 9  | Rémy Di Gregorio (FRA) | La Pomme Marseille          | + 3' 33"    |
| 10 | Matej Mugerli (SLO)    | Adria Mobil                 | + 3' 41"    |